# Nate Augspurger
Pas d'image ? Cliquez ici

a Compétitions nationales et continentales officielles uniquement.

b Matchs officiels uniquement.
Dernière mise à jour le 17 avril  2021.
Nate Augspurger, né le 31 janvier 1990 à Minneapolis (États-Unis), est un joueur international américain de rugby à XV et de rugby à sept jouant au Chicago Hounds depuis 2024. 

## Biographie
Nate Augspurger grandit au sein d'une famille de rugbymen à Minneapolis. Il se dirige naturellement vers ce sport, et porte les couleurs de son lycée, le Southwest High School (en). En parallèle, il évolue en club avec le Eastside Banshees RC.
En 2008, il intègre l'Université du Minnesota et porte les couleurs des Golden Gophers jusqu'en 2012, date de l'obtention de son diplôme, un baccalauréat en arts en Sociologie. Pendant sa période universitaire, il est All-American.
Après la fin de son cycle universitaire, il signe un contrat de développement avec USA Rugby. Après de premières apparitions avec l'équipe des États-Unis de rugby à sept en 2012, il signe un contrat professionnel avec la fédération dès 2013. Il participe au total à 15 tournois des World Rugby Sevens Series. Intégré dans le groupe américain qui prépare les Jeux olympiques d'été de 2016, il n'est finalement que réserviste et ne joue pas pendant la compétition.
En XV, il joue à partir de 2014 avec les Old Blue RFC. En juin 2016, il honore sa première sélection avec les Eagles, puis arrête le programme à sept après les Jeux Olympiques. Désormais pleinement concentré sur le XV, il est appelé pour disputer l'ARC en 2017, et devient même capitaine de la sélection, qu'il mène au titre. 
En 2018, il signe un contrat professionnel en faveur du Legion de San Diego, dans le nouveau championnat Major League Rugby. En fin de saison, il se blesse et doit manquer le match opposant les Eagles aux Māori, mais revient dans le groupe américain en 2019. Il est ainsi sélectionné pour disputer la coupe du monde, où en tant que remplaçant, il entre en jeu à deux reprises. 
En club, il s'est imposé comme un cadre de son équipe. Il joue 17 des 18 matchs de son équipe en 2019, puis commence la saison en tant que titulaire en 2020 avant de se blesser, puis de voir la saison interrompue à cause de la pandémie de Covid-19. En 2021, il signe pour une quatrième saison avec le Legion.
Le 23 octobre 2021 lors d'un test entre la Nouvelle-Zélande et les Etats-Unis, Augspurger marque le premier essai de sa nation contre les All Blacks.

## Statistiques

### En sélection à XV
| Année | Compétition                       | Matchs | Points | Essais | Transf. | Drops | Pénal. |
| ----- | --------------------------------- | ------ | ------ | ------ | ------- | ----- | ------ |
| 2016  | Tests                             | 4      | -      | -      | -       | -     | -      |
| 2017  | ARC                               | 4      | -      | -      | -       | -     | -      |
| 2017  | Tests                             | 4      | 5      | 1      | -       | -     | -      |
| 2017  | Qualification à la coupe du monde | 2      | 5      | 1      | -       | -     | -      |
| 2018  | ARC                               | 4      | 15     | 3      | -       | -     | -      |
| 2018  | Tests                             | 3      | 10     | 2      | -       | -     | -      |
| 2019  | Coupe des nations du Pacifique    | 2      | -      | -      | -       | -     | -      |
| 2019  | Test                              | 1      | -      | -      | -       | -     | -      |
| 2019  | Coupe du monde                    | 2      | -      | -      | -       | -     | -      |
| Total | Total                             | 26     | 35     | 7      | -       | -     | -      |

| Essai | Adversaire | Lieu                                      | Compétition                            | Date            | Résultat | Score |
| ----- | ---------- | ----------------------------------------- | -------------------------------------- | --------------- | -------- | ----- |
| 1     | Géorgie    | Fifth Third Bank Stadium, Kennesaw        | Test                                   | 17 juin 2017    | Défaite  | 17-21 |
| 1     | Canada     | Torero Stadium, San Diego                 | Qualification à la coupe du monde 2019 | 1 juillet 2017  | Victoire | 52-16 |
| 1     | Canada     | Papa Murphy's Park, Sacramento            | ARC 2018                               | 10 février 2018 | Victoire | 29-10 |
| 1     | Chili      | Titan Stadium (en), Fullerton             | ARC 2018                               | 17 février 2018 | Victoire | 45-13 |
| 1     | Uruguay    | Stade Charrúa, Montevideo                 | ARC 2018                               | 3 mars 2018     | Victoire | 61-19 |
| 1     | Russie     | Dick's Sporting Goods Park, Commerce City | Test                                   | 9 juin 2018     | Victoire | 19-61 |
| 1     | Canada     | Wanderers Grounds, Halifax                | Test                                   | 23 juin 2018    | Victoire | 17-42 |